# Gymnopleurus gemmatus
Gymnopleurus gemmatus là một loài bọ cánh cứng trong họ Bọ hung (Scarabaeidae).